# Prieuré Saint-Honorat de Saint-Honoré-les-Bains
Le prieuré Saint-Honorat est un édifice religieux de moines bénédictins du début de XIIe siècle dans la commune de Saint-Honoré-les-Bains dans le département de la Nièvre en région du Morvan. Aujourd'hui, la partie des bâtiments conventuels existante est visible de l'extérieur. Propriété privée (ne se visite pas).

## Historique
C'est Hugues de Châtillon, seigneur de La Montagne qui fait construire le prieuré et l'église prieurale sous le vocable de Saint-Loup, vers 1106. Il met son prieuré sous la protection du prieuré Notre-Dame de La Charité-sur-Loire quelque temps avant de partir en croisade. Le Prieur jouit des droits seigneuriaux. Sa haute justice comprend une partie du bourg et un hameau voisin. Il est toutefois placé sous la protection du seigneur de la Montagne et chaque année, le jour de la Saint-Loup, il doit recevoir le seigneur, lui offrir un repas, nourrir de même son domestique, leurs deux chevaux, les chiens et les faucons qui les accompagnaient. En compensation, les moines avaient le droit de prendre dans les forêts de la Montagne: « Bois mort, mort bois et bois vif »
Le Pape Pascal II confirme cette possession à Cluny dans une bulle de 1107 et son successeur, Lucius II, confirmera celle-ci en 1144.
Le prieuré ne semble pas avoir eu un développement très important et son histoire reste dans le vague. Un compte-rendu de visite le signale en 1340 et nous savons qu'en 1410 le Prieur est seul dans son monastère. 
En 1570, les huguenots qui viennent d'assiéger Autun, traversent le Morvan et brûle l'église de Saint-Honoré.
Christophe de Sève, en 1647], fit aveu pour un fief qu'il tenait dans la mouvance du prieuré.
Il fut possession clunisienne jusqu'à la Révolution où la municipalité de la nouvelle commune recense les biens du prieuré qu'elle adresse au directoire du district de Moulins-Engilbert, le 18 septembre 1790. Le prieuré est vendu comme bien national et l'église prieurale en partie détruite en juin 1791.

## Architecture
C'est avec les ruines des thermes antiques gisants au pied d'une falaise dans un étang marécageux que les moines vont édifier le prieuré et l'église abbatiale.

### Église prieurale
Construite à l'aide des matériaux de récupération des anciens thermes gallo-romain; elle date du XIIe siècle.  
Cette église fut incendiée en 1569 lors du passage des huguenots, reconstruite en  1601, dans son style d'origine, par Chatellin, prieur et partiellement démolie en 1791. 
Construite sur le côté nord du bourg, elle est dédiée à Saint-Loup.
Elle était constituée d'une nef dont la charpente était en bois cintré. Le chœur, terminé en abside, était flanqué de deux chapelles et absidioles.
Elle se compose  depuis sa reconstruction: d'un chœur d'une abside et de deux chapelles formant transept et d'une nef ordinaire. La tour s'élevant au-dessus du chœur renferme deux cloches bénites en 1837.
Au-dessus du portail de l'Ouest on remarque une pierre rompue portant une inscription latine qui provient des anciens thermes.
En 1902, lors de fouilles pour l'agrandissement de l'église, il fut trouvé une statuette en argent représenta une femme. Façonnée dans une feuille d'argent très mince battue dans un moule et dont les bords sont soudées à l'arrière. une description très précise en fut donnée par Antoine Héron de Villefosse, membre de l'Institut. Il est possible que ce fut une déesse locale protectrice des bains, dans un temple dressé au lieu et place de l'église. Elle fut vendue à Paris sous une fausse origine et acquise par un collectionneur belge qui en a fait don au musée royal de Mariemont à Morlanwelz, où elle est toujours visible.
Elle comportait encore au XIXe siècle six tableaux représentant: "L'Adoration des Mages"; "Saint-Jean Baptiste dans le désert"; "La Purification de Marie"; "Jésus-Christ chassant les vendeurs du Temple"; "Jésus bénissant les enfants"; "La Samaritaine au puits de Jacob". La tour qui s'élevait au-dessus du chœur renfermait deux cloches bénites en 1837.
On remarque au-dessus du portail de l'ouest, une pierre rompue, avec une inscription en latin et qui dut appartenir à un édifice romain.

## Propriétés, terriers, bénéfices
- Les Sources de Saint-Honoré-les-Bains (déjà vendues bien avant la Révolution puisque le 1er juillet 1770 Messire Jean-Marie Sallonnyier de Montbaron, seigneur et propriétaire du château de la Montagne, acquiert de Nicolas Alloury, fermier du prieuré Saint-Hilaire de Commagny, les fontaines dites Les Bains de Saint-Honoré. Ce nouveau propriétaire va restaurer l'étang à la suite d'un événement climatique réhabilitant les sources d'eaux sulfureuses[4].
- Patronage de la cure de Saint-Honoré-les-Bains
- Dîmes de Saint-Honoré-les-Bains
- moitié de la dîme de Montjournal à partir de 1716
- La Seigneurie du prieuré s'étend d'après le bornage de 1721 jusqu'au Marquisat de Vandenesse
- Droit de haute justice sur une partie du bourg et à Montjournal[5].

## Prieurs
(liste non exhaustive)
- 1410  - Le prieur est seul dans son monastère.
- XVIe siècle - Jean Sardé, prieur commendataire, chanoine de la cathédrale de Bourges
- XVIe siècle - Nicolas Sardé, neveu du précédent. Il semble qu'il n'y avait déjà plus de moine dans l'établissement.
- 1616  - Nicolas de Chandon, doyen de l'église de Saint-Vincent de Macon et prieur du prieuré de Commagny, essaya d'échanger avec la Seigneurie de la Montagne la justice du prieuré de Saint-Honoré à Montjournal contre la moitié de la dîme de Montjournal. Cette transaction déclencha un procès qui trouva son épilogue par un retour à l'état originel. Cette opération se réalisera un siècle plus tard.
- 1659  - Antoine Parmentier, religieux profès de Cluny, chantre titulaire du prieuré Notre-Dame de La Charité-sur-Loire, ci-devant prieur du prieuré de Saint-Honoré, contre Messire Arnaud de Lange, chevalier, seigneur de Villemenan et Hubert Lange, son fils[6]
- 1664  - Noël Basset, il afferma pour 6 ans à Messire Pierre Bonneau, curé de Saint-Honoré et à Pontus Bonneau, notaire royal et greffier au bailliage de la Montagne, le revenu du prieuré pour la somme de 300 livres par an.
- 1716 ca - François de Dieudonné , réalise l'échange tenté un siècle plus tôt : à savoir échanger la justice du prieuré de Saint-Honoré à Montjournal contre la moitié de la dîme de Montjournal avec Claude François de Montbaron.
- 1733 - Dieudonné de Chandon, céda la justice de Montjournal au seigneur de La Montagne, en échange des dîmes du lieu.
- 1758 - François de Baratin, prêtre docteur régent de la faculté de théologie de l'Université de Bourges, curé de l'église Saint-Pierre-le-Puellier d'Orléans, afferma les revenus du prieuré au curé de Saint-Honoré moyennant 700 livres par an.
- 1789 - Bernard Melchior Garnier du Breuil, clerc du diocèse d'Orléans, redoutant l'aliénation des biens de son prieuré, fit afficher à la porte principale de l'église, qu'il ferait procéder à la vente et adjudication des bois du quartier de réserve du prieuré. Le conseil de la commune, présidé par le maire Léger, curé de la paroisse, mit opposition à cette vente en se fondant sur le décret de l'Assemblée du 2 novembre 1789 qui décida que tous les biens ecclésiastiques seraient mis à la disposition du pays.